# 조순권
조순권(趙順權, 1983년 10월 28일 ~ )은 KBO 리그 전 넥센 히어로즈의 투수이다.

## 출신 학교
- 안산관산초등학교
- 안산중앙중학교
- 유신고등학교
- 한양대학교